# Rampage 2 : La Vengeance d'un sniper
Pour les articles homonymes, voir Rampage.
Série
Rampage - Sniper en liberté
(2009) Rampage 3 : President Down
(2016)
Pour plus de détails, voir Fiche technique et Distribution.
Rampage 2 : La Vengeance d'un sniper (Rampage: Capital Punishment) est un film germano-canadien d'action/thriller réalisé par Uwe Boll, sorti en 2014.
Il fait suite à Rampage - Sniper en liberté, sorti en 2009.

## Synopsis
Un jeune désœuvré, aigri par les frustrations quotidiennes, entre en rébellion contre la société. Il entreprend de se confectionner une armure et de rassembler un arsenal de guerre. Son but : une fusillade en pleine rue grâce à laquelle il réglera ses comptes. Qui pourra l'arrêter ?

## Fiche technique
- Titre : Rampage 2 : La Vengeance d'un sniper
- Titre original : Rampage: Capital Punishment
- Réalisation : Uwe Boll
- Scénario : Uwe Boll et Brendan Fletcher
- Musique : Jessica de Rooij
- Direction artistique : n/a
- Décors : Caitlin Byrnes
- Costumes : Claudia Da Ponte
- Photographie : Mathias Neumann
- Son : Kirby Jinnah, Kial Jinnah
- Montage : Kelvin Tseng
- Production : Uwe Boll et Natalie Boll

Production déléguée : Uwe Boll
Production associée : Evan Chan et Jonathan Shore
- Sociétés de production[1] :
  - Allemagne : Boll Kino Beteiligungs GmbH & Co. KG
  - France : Amok Productions
- Sociétés de distribution : 
  - Mondial : Event Film Distribution (Tous médias)
  - Allemagne : Splendid Film (DVD / Blu-Ray)
  - France : Seven 7 (DVD / Blu-Ray)[2]
- Budget : n/a
- Pays d'origine :  Allemagne,  Canada
- Langue originale : anglais
- Format[3] : couleur - 35 mm - = 1,78:1 (Widescreen) (16:9) - son Dolby Digital
- Genre : action, thriller
- Durée : 93 minutes
- Dates de sortie[4] :
  - Allemagne : 19 juillet 2014 (Cinestrange Film Festival) ; 25 juillet 2014 (sortie limitée) ; 26 septembre 2014 (sortie en DVD / Blu-ray)
  - France : 8 septembre 2014 (L'Étrange Festival) ; 24 septembre 2014 (sortie directement en DVD / Blu-ray)[5]
- Classification[6] :
  -  Allemagne : Interdit aux moins de 18 ans (FSK 18).
  -  France : Tous publics avec avertissement[7].

## Distribution
- Brendan Fletcher (VF : Yoann Sover) : Bill Williamson
- Lochlyn Munro : Chip Parker - Le présentateur de nouvelles
- Mike Dopud : Marc
- Michaela Mann : Marlene
- Bruce Blain : le sans abri
- John Sampson : John
- Nathan Lehfeldt : le gars de bureau / le gars du SWAT

 Sauf indication contraire, les informations mentionnées dans cette section peuvent être confirmées par la base de données cinématographiques IMDb,  présente dans la section « Liens externes ».

## Distinctions
En 2015, Rampage 2 - La Vengeance d'un sniper a été nommé 2 fois dans diverses catégories.

### Nominations
- Prix Leo 2015 :
  - Meilleur son pour Kirby Jinnah,
  - Meilleur montage sonore pour Kirby Jinnah, Kial Jinnah et Ryan Thompson